# Pseudohipoaldosteronismo
El pseudohipoaldosteronismo (PHA) es una enfermedad que tiene características similares al hipoaldosteronismo (como un incremento en la concentración plasmática de potasio).  Se han descrito dos tipos principales de pseudohipoaldosteronismo, los cuales difieren en su etiología y presentación. 

## Pseudohipoaldosteronismo tipo 1 (PHA1)
El pseudohipoaldosteronismo tipo 1 (PHA1) se caracteriza por la incapacidad del cuerpo para responder adecuadamente a la hormona mineralocorticoide, la aldosterona, la cual es crucial para regular los niveles de electrolitos. Esta condición a menudo se manifiesta con deshidratación, ya que los riñones tienen dificultades para retener suficiente sal, lo que produce síntomas como aumento de sed y sequedad de boca. Además, PHA1 altera el equilibrio electrolítico, lo que produce niveles bajos de sodio (hiponatremia) y niveles altos de potasio en la sangre (hiperkalemia).

### Tipos
| Tipo  | OMIM        | Gen                                                                                   | Herencia             | Edad de aparición                                                                             | Descripción |
| ----- | ----------- | ------------------------------------------------------------------------------------- | -------------------- | --------------------------------------------------------------------------------------------- | --- |
| PHA1A | OMIM 177735 | NR3C2 (Receptor de mineralocorticoides, MLR)                                          | Autosómico dominante | Neonatal pero mejora con la edad. Los adultos generalmente son asintomáticos sin tratamiento. | Pérdida de sal causada por la falta de respuesta renal a los mineralocorticoides. Los pacientes a menudo presentan acidosis hiperkalémica a pesar de tener niveles elevados de aldosterona. |
| PHA1B | OMIM 264350 | SCNN1A, SCNN1B, SCNN1G (que codifican subunidades del canal epitelial de sodio, ENaC) | Autosómica recesiva  | Neonatal, con persistencia en la adultez.                                                     | Pérdida de sal renal y altas concentraciones de sodio en el sudor, las heces y la saliva. El trastorno a menudo afecta múltiples sistemas orgánicos y puede poner en peligro la vida en el período neonatal. Los pacientes generalmente presentan hiponatremia, hiperkalemia y aumento de la actividad de la renina plasmática con altas concentraciones de aldosterona sérica. el PHA1B a menudo se confunde con la fibrosis quística. |

### Tratamiento
El tratamiento de las formas graves de PHA1 requiere cantidades relativamente grandes de cloruro de sodio, así como una dieta baja en potasio. 

### Riesgos
Las personas con PHA1B pueden tener síntomas adicionales como arritmia cardíaca, infecciones pulmonares recurrentes o lesiones en la piel debido al desequilibrio de sales en el cuerpo, especialmente en la infancia.

## Pseudohipoaldosteronismo tipo 2 (PHA2)
El PHA2, también conocida como hipertensión hiperkalémica familiar (FHHt) o síndrome de Gordon, es un trastorno poco común que se caracteriza por anomalías en la manera en que el riñón regula los niveles de sodio y potasio. Esta condición se origina de mutaciones en genes específicos involucrados en la regulación del transporte de sodio dentro de los riñones.
A diferencia de el PHA1, en la que hay resistencia a la aldosterona, en el PHA2 el volumen sanguíneo aumenta independientemente de los niveles normales o bajos de aldosterona debido a la mayor actividad de los transportadores de sodio en el riñón. 
PHA2 está asociado con mutaciones en los genes WNK4, WNK1, KLHL3 y CUL3 . Estos genes regulan el cotransportador de sodio-cloruro (NCC), que participa en el control de los niveles de sodio y cloruro en el cuerpo. Normalmente, el cotransportador NCC reabsorbe sodio y cloruro en una parte del riñón llamada túbulo contorneado distal (DCT), sin embargo en PHA2 este proceso se ve afectado a la alza. Las mutaciones en estos genes provocan una hiperactividad del NCC, lo que causa una reabsorción excesiva de sodio y cloruro.
Se propone que la hiperkalemia encontrada en PHA2 sea una función de la disminución del aporte de sodio al ducto colector cortical (donde la excreción de potasio está mediada por el canal de potasio medular externo renal (ROMK)). Alternativamente, las mutaciones de WNK4 que resultan en una ganancia de función del cotransportador Na-Cl pueden inhibir la actividad de ROMK, lo que resulta en hiperkalemia. 

### Síntomas
Las personas con PHA2 tienen hipertensión e hiperkalemia a pesar de tener una función renal normal. Muchas personas con PHA2 desarrollarán primero hiperkalemia y no presentarán hipertensión hasta más adelante en la vida. También es común que experimenten hipercloremia y acidosis metabólica juntas, una condición llamada acidosis metabólica hiperclorémica.
Las personas con PHA2 pueden experimentar otros síntomas no específicos, como náuseas, vómitos, fatiga extrema, debilidad muscular e hipercalciuria .
Algunos pacientes con PHA2E presentan anomalías dentales.  Los pacientes con mutaciones recesivas KLHL3 y mutaciones dominantes CUL3 tienden a tener fenotipos más graves. 
Un estudio realizado en 2024 vinculó PHA2 con la epilepsia . Se observaron convulsiones epilépticas en 3 de los 44 sujetos afectados. Dos de los sujetos tuvieron convulsiones tónico-clónicas generalizadas y un sujeto tuvo convulsiones migrañosas . Los tres sujetos tenían mutaciones WNK4 . Se especula que la epilepsia puede ser causada por picos de potasio que resultan en una actividad neuronal anormal del SNC . El estudio también vinculó el PHA2 con la acidosis tubular renal proximal.  También se sabe que la acidosis metabólica causa convulsiones epilépticas.

### Tipos
| Tipo  | OMIM        | Gen                           | Herencia                                   | Edad de aparición       | Descripción |
| ----- | ----------- | ----------------------------- | ------------------------------------------ | ----------------------- | --- |
| PHA2A | OMIM 145260 | mapeado al cromosoma 1q31-q42 | Autosómico dominante                       | Variable                | No involucra pérdida de sal. |
| PHA2B | OMIM 614491 | WNK4                          | Autosómico dominante                       | 10+ con una media de 28 | Los pacientes no presentan hipertensión hasta la adultez típicamente. Los niveles de aldosterona son a menudo normales. |
| PHA2C | OMIM 614492 | WNK1                          | Autosómico dominante                       | 15+ con una media de 36 | Significativamente menos severo que los otros tipos de PHA2. Los pacientes afectados presentan hipertensión junto con hiperkalemia, hipercloremia, creatinina normal, bicarbonato reducido y bajos niveles de renina. Los niveles de aldosterona pueden ser normales o elevados. |
| PHA2D | OMIM 614495 | KLHL3                         | Autosómico dominante o autosómico recesivo | Variable.               | Los individuos con las mutaciones autosómico dominantes presentan mayores niveles de potasio en sangre que los individuos con mutaciones recesivas. La hipertensión se desarrolla en la adultez.                                                                                 |
| PHA2E | OMIM 614496 | CUL3                          | Autosómico dominante                       | 3-15 años de edad       | La manifestación más severa de PHA2 comparado con los otros tipos. Casi todos los individuos afectados presentan hipertensión antes de los 18 años. |

### Tratamiento
El PHA2 requiere restricción de sal y el uso de diuréticos de tipo tiazida para bloquear la reabsorción de cloruro de sodio mediada por el cotransportador de NaCl del túbulo contorneado distal y normalizar la presión arterial y el potasio sérico.